# GRB 130603B
GRB 130603B とは、協定世界時2013年6月3日15時49分14秒に地球から見てしし座の方向で約44億光年離れた銀河である SDS J112848.22+170418.5 で発見されたガンマ線バーストである。理論上予測されていたキロノヴァが初めて観測された例である。

## 観測の経緯
GRB 130603B は、スウィフトによって発見されたガンマ線バーストである。ガンマ線バーストは、バーストが2秒以上続くロングバーストと2秒未満のショートバーストに分類されるが、GRB 130603B は約0.1秒間持続するショートバーストであった。赤方偏移は0.3568であり、地球からの距離は見かけでは約44億光年、宇宙の膨張を考慮した実際の距離は約47億光年である。
GRB 130603B が発見された際、最初の10秒間は後に観測される残光の1000億倍明るくなった。その後、可視光線の残光がウィリアム・ハーシェル望遠鏡とカナリア大望遠鏡によって測定され、位置が判明した。レスター大学の Nial Tanvir によって、バーストから3日から11日の間は近赤外線領域で残光が明るくなる事が予測され、ハッブル宇宙望遠鏡によって6月12日から13日に最初の観測が行われた。その後の7月3日には、明るさが減衰している事が観測された。

## 観測の背景
ガンマ線バーストのうち、ロングバーストは超新星の中でも規模の大きい爆発現象である極超新星や2つの巨大な恒星の衝突によって発生すると推定されており、観測による証拠もほぼ揃っている。一方ショートバーストは中性子星同士または中性子星とブラックホールの連星同士が衝突する際に、衝突間際の数ミリ秒間の間に外側に向かって放たれる放射を観測していると考えられていたが、ロングバーストほどの観測による証拠がそろっていなかった。ショートバーストは、時々数時間から数日継続する可視光線から近赤外線領域での残光を残す事がある。これは、衝突後に発生したプラズマから放出されると考えられている。明るさは新星の1000倍、超新星の10分の1から100分の1程度、毎秒太陽数年分のエネルギーを放つこの現象は、ノヴァ（新星）の1000倍である事からキロノヴァと呼ばれ、理論的に予測されていた。

## 結果
GRB 130603B の観測によって、理論的に予測されていたキロノヴァと実際の観測結果が一致する事が分かった。これはキロノヴァの初めての証拠であり、なおかつショートバーストがコンパクト星の衝突によって発生する事を裏付けるものであった。
また、コンパクト星の衝突では、金や白金といった重元素の大量生成や中性子過剰核の有意な量の生成、観測が未だ行われていない重力波の観測が期待されている。キロノヴァの観測はこういった謎の解明が期待されている。